# Carl Franz Meyer
Carl Franz Meyer (getauft 23. September 1763 in Aachen; † 19. Februar 1821 ebenda) war ein deutscher Historiker, Privatgelehrter und Archivar der Stadt Aachen.

## Leben und Wirken
Der Sohn des verdienstvollen Aachener Stadtarchivars Karl Franz Meyer und der Johanna Maria Faucken durchlief nach seiner Schulzeit am Aachener Marianum, dem späteren Kaiser-Karls-Gymnasium, dieselbe berufliche Laufbahn wie sein Vater. Nach seinen Studiengängen wurde er zunächst Prokurator beim Schöffengericht des Kantons Burtscheid im Arrondissement d’Aix-la-Chapelle (dt. Aachen) des Départements de la Roer. Im Mai 1803 übernahm er ebenfalls wie sein Vater das Aachener Stadtarchiv, welches beim Einmarsch der Franzosen im Jahre 1794 noch auf dessen Veranlassung nach Münster ausgegliedert, aber 1797 wieder nach Aachen zurückgeführt worden war. Allerdings konnte Meyer nicht verhindern, dass 1803 auf Veranlassung des französischen Nationalarchivars Armand Gaston Camus 87 Kaiser- und Papsturkunden an die Pariser Nationalbibliothek übertragen wurden, welche Aachen aber zum größten Teil nach dem Ende der französischen Besatzung bei der Eingliederung in das Königreich Preußen im Jahre 1815 wieder zurückerhielt. Nach dem Anschluss Aachens an Preußen behielt Meyer weiterhin die Position des Stadtarchivars.
Darüber hinaus war er als Privatgelehrter tätig und verfügte dadurch über eine umfangreiche Privatbibliothek. Diese sowie die gesammelten Bücherexemplare seines Vaters wurden posthum zum Grundstock der am 18. Juli 1831 eröffneten Stadtbibliothek Aachen. Auch Karl Franz Leonhard Meyer konnte sich im Gegensatz zu seinem amtierenden Maire und späteren Oberbürgermeister, Cornelius von Guaita, mit der französischen Besatzungszeit nicht anfreunden, beherrschte auch die französische Sprache nicht und hatte dadurch Probleme, seine in Deutsch gehaltenen Werke ausreichend zu vermarkten.
Zusätzlich war Meyer noch Begründer eines Altertumskabinetts, welches von vielen hohen Persönlichkeiten in Augenschein genommen wurde. So zählte Meyer während des Aachener Kongresses 1818 den König Friedrich Wilhelm III. von Preußen, Kaiser Franz I. von Österreich sowie Zar Alexander I. von Russland zu den begeisterten Besuchern dieses Altertumskabinetts und er wurde daraufhin noch zum preußischen Hofrat befördert. Zusätzlich ließ sich der Österreichische Kaiser noch das Stadtarchiv zeigen und rühmte dessen Sammlung.

## Schriften (Auswahl)
- Historische Abhandlung über die Gesellschaft der Aachener Bogenschützen; Aachen, 1802
- Historische Abhandlung über die Reliquien des ehemaligen Kronstiftes der hohen Domkirche zu Aachen, Aachen, 1804, unter Fortführung und Benutzung der bereits vorhandenen Sammlungen seines Vaters.
- Historische Abhandlung über die Aachener Fabriken, Aachen, 1807